# Василий Пападопулос
Василий (на гръцки: Βασίλειος, Василиос) е гръцки духовник, лерински митрополит от 1932 до 1967 година.

## Биография
Роден е като Василиос Пападопулос (Βασίλειος Παπαδόπουλος) или Пападимитриу (Παπαδημητρίου ) в град Магнисия, Мала Азия. В 1907 година завършва Семинарията на остров Халки. В 1912 година е хиротонисан за дякон и служи в Драмската 1912-1913), Сярската (1913-1914) и Смирненската митрополия (1914-1922). В 1923 година става презвитер. На 3 януари 1926 година е избран за титулярен митрополит на Селевкия. На 28 февруари 1926 година в атинския храм „Свети Георги Каристийски“ е ръкоположен от митрополит Хрисант Трапезундски в съслужение с митрополит Ириней Дарданелски и епископ Герман Аргируполски. На 27 януари 1928 г. е избран за ениджевардарски и гумендженски митрополит. На 15 април 1932 година (или през октомври 1932 г.) става митрополит на Леринската, Преспанска и Еордейска епархия. На 24 януари 1967 година подава оставка поради старост.
Умира на 29 април 1967 година.